# Języki malajsko-polinezyjskie centralno-wschodnie
Języki malajsko-polinezyjskie centralno-wschodnie – postulowana gałąź w ramach grupy języków malajsko-polinezyjskich, należącej do wielkiej rodziny austronezyjskiej.

## Podział wewnętrzny
Podział wewnętrzny gałęzi można przedstawić w następujący sposób:
- języki malajsko-polinezyjskie centralne[2] 
  - język bima
  - języki flores-sumba-hawu(inne języki)
  - języki flores-lembata(inne języki)
  - języki południowotanimbarskie(inne języki)
  - języki kei-tanimbar
  - języki aru
  - języki centralnomolukańskie
  - języki timorskie (A, B) oraz języki babar
  - język kowiai.
- języki malajsko-polinezyjskie wschodnie[3][4] 
  - języki halmahersko-zachodnionowogwinejskie
    - języki południowohalmaherskie
    - języki zachodnionowogwinejskie

  - języki oceaniczne.